# Молодёжный театр (Эспоо)
Существуют и другие театры с таким названием, см. Молодёжный театр.
«Молодёжный театр» (швед. Unga Teatern), до 1994 года — «Школьный театр» (швед. Skolteatern), — старейший в Финляндии театр для детей и юношества. Театр был создан как выездной в 1960 году в Таммисаари; с 1985 года имеет собственную сцену в Центре искусств Lillklobb в районе Кило в Эспоо; некоторые постановки осуществляет на сцене Diana-näyttämö в Хельсинки. Театр также занимается деятельностью по организации экскурсий и художественных образовательных проектов в школах и детских садах.
Изначально театральные представления на сцене театра шли на шведском, но с 1990 года некоторые постановки идут на финском языке.
В выборе репертуара театр ориентируется на произведения, которые, одновременно, и поднимают важные вопросы, и могут быть интересны всем людям, независимо от возраста. Среди осуществлённых постановок — как классические произведения, так и пьесы современных авторов.
В 2010 году «Молодёжный театр» стал лауреатом премии «Талия-гала» в номинации «Лучший театр года».
Первым режиссёром театра, с 1960 по 1961 год, был известный финский актёр Нильс Брандт (1932—1990).
В конце 2015 года на должность художественного руководителя театра был назначен актёр, режиссёр и драматург Пауль Олин. Он приступил к своим обязанностям 1 января 2016 года.